# Athyrium caudatum
Athyrium caudatum är en majbräkenväxtart som beskrevs av Ren-Chang Ching. Athyrium caudatum ingår i släktet Athyrium och familjen Athyriaceae. Inga underarter finns listade.